# 月光光新慌慌：萬聖結
是一部2022年美國砍殺電影，由大衛·高登·格林執導，格林、保羅·布萊德·羅根、克里斯·伯尼爾和丹尼·麥布萊共同編劇。該片為2021年電影《月光光新慌慌：萬聖殺》的續集、「月光光心慌慌」系列的第十三部作品，同時也是《月光光新慌慌》三部曲的最後一部電影。主演包括潔美·李·寇蒂斯、安蒂·馬提恰克、凱爾·理查茲、詹姆斯·朱德·寇特尼和尼克·坎斯羅。
《月光光新慌慌：萬聖結》由環球影業定於2022年10月14日在美國上映。電影在影評界獲得褒貶不一的評價，影評家們批評著重於新角色，更普遍認為本片是《月光光新慌慌》三部曲乏味且薄弱的結局。

## 劇情
2019年萬聖節之夜，21歲的柯瑞·坎寧安正在照看一個名叫傑瑞米的小男孩，他惡作劇把柯瑞鎖在閣樓裡。就在傑瑞米的父母回家時，柯瑞踹開了門，同時門板撞上傑瑞米使他飛越樓梯欄杆墜樓摔死。柯瑞被指控故意殺害傑瑞米，但被判過失殺人罪。
三年後，伊利諾伊州哈登菲爾德鎮仍在為麥克·邁爾斯在2018年最近一次殺人狂潮的後果中痛苦掙扎，然而麥克卻消失得無影無蹤。洛莉·史特羅德正在寫一本回憶錄，她買了一座新房子，並與她的孫女艾莉森住在一起。艾莉森現在是一名護士。犯下過失殺人罪之前柯瑞原本是想到外地大學念工程學，現在則是在繼父的廢鐵場工作。有一天回家的路上，他被四名高三生嘲笑侮蔑，咬緊牙根忍耐的他不小心捏破玻璃牛奶瓶卻被男學生抱怨牛奶濺到衣服並推倒他，導致他左手被玻璃碎片刺傷。在旁邊加油站加油的洛莉出聲制止霸凌，並在學生們進入超商後掏出一把刀示意帶頭學生開的敞篷車輪胎然後問：「你要自己動手還是我動手?」
後來柯瑞持刀將車輪刺破，之後洛莉就帶他到艾莉森工作的診所治療。期間艾莉森和柯瑞互相吸引，發展出曖昧關係。後來艾莉森邀請柯瑞參加鎮上酒吧的萬聖節派對，壓抑許久的柯瑞在酒吧派對裡逐漸放開自己並盡興狂歡，卻沒想到在那裡遇到傑瑞米的母親並被責罵，於是他立刻離開派對並痛斥追出來的艾莉森不該邀請他更不該試圖拯救他。之後他一個人走路回家卻又被那四名高中生纏上，一番衝突後被帶頭的男學生給推下橋，後來更被一個不知名的人給拖進了下水道。醒來後他在裡頭遇到了過去四年一直住在那裡的麥克。原本勒住柯瑞喉嚨要殺死他的麥克，感受到他的黑暗面跟自己身上的邪惡相同，於是放開了他。逃離下水道的柯瑞馬上就被住在高架橋下的流浪漢給糾纏，對方說他看過很多人進去下水道卻都沒出來過，並要求柯瑞再次進去把面具拿出來。柯瑞不從，結果對方想用暴力逼迫他，於是柯瑞撿起了洛莉給他的刀，在扭打中刺死了流浪漢並逃跑。
事後柯瑞到洛莉家登門道歉，請艾莉森陪自己散心。當天晚上柯瑞和艾莉森去吃飯，但艾莉森的前任男友警官道格·穆蘭尼出現並騷擾了他們倆。後來柯瑞送艾莉森回家，之後騎著繼父送的摩托車一路到高架橋下，在這邊道格被藏在帳棚裡的流浪漢屍體給嚇到，同時也被柯瑞攻擊。但柯瑞發現打不贏道格，於是鑽入下水道誘使他進入。在藏身處裡麥克現身。身體虛弱的他被柯瑞要求教導殺戮，並以殺害道格為示範。親眼近距離看到麥克殺人的方式讓柯瑞很是高興，但同時也感受到麥克狀況恢復且邪惡程度超過自己，於是趕緊逃離下水道。至此，柯瑞決定成為一個新的邪惡形象，並向任何冤枉他和艾莉森的人復仇。在工作中對醫生忍氣吞聲卻依然沒有升遷的艾莉森感到很不滿，而與醫生有染的護士同事反而升任為護理長。後來柯瑞在醫生家中殺死了醫生，新護理長則是被跟著柯瑞而來的麥克殺死。由於過去的創傷，艾莉森計畫跟著和自己一樣在鎮上過得不如意的柯瑞離開哈登菲爾德，而洛莉在暗地中持續觀察柯瑞行為後變得越來越懷疑柯瑞。發現他睡在傑瑞米死亡的地方後，洛莉告訴他放過艾莉森。柯瑞反駁說，並把哈登菲爾德發生的悲慘殺人都事件歸咎於她，並說如果他不能擁有艾莉森，他也不會讓其他人擁有。
10 月 31 日，柯瑞回到下水道，成功地與仍然虛弱的麥克爭奪面具。與此同時，洛莉和 艾莉森在她打算離開時發生爭執，艾莉森也將麥克的邪惡行為歸咎於洛莉。那天晚上，柯瑞開始橫衝直撞，在將惡霸引誘到廢鐵場後謀殺了他們。在混亂中，柯瑞的繼父也意外身亡。然後他繼續著死亡遊戲殺死他的母親，以及電台的 DJ 和接待員。回到 洛莉家，洛莉假裝企圖自殺以引誘柯瑞到她身邊，她將柯瑞從樓梯上射下。然後柯瑞刺傷自己的脖子，並在到達的艾莉森面前誣陷是洛莉做的。麥克突然出現並取回他的面具殺死了柯瑞。經過一番掙扎，洛莉將麥克釘在了桌子上。她摘下他的面具，割開了他的喉嚨，但他掙脫了一隻手臂後勒住並試圖掐死她，然後艾莉森即時趕到並打斷了他的手臂。洛莉割斷了他的手腕大血管，最終殺死了他並為凱倫的死報仇。
麥克終於死了，洛莉和艾莉森在警察的護送下將他的屍體帶到了廢鐵場，吸引了哈登菲爾德的許多心靈創傷居民，他們在遊行隊伍中跟隨她，並將其丟棄在工業壓碎機中。在接下來的日子裡，艾莉森和洛莉和解了，艾莉森離開了哈登菲爾德，而洛莉則是完成她的回憶錄並重新與霍金斯副警長發展戀情。

## 演員
| 演員               | 角色                    | 簡介 |
| 潔美·李·寇蒂斯     | 洛莉·史特羅德           | 1978年萬聖節大屠殺的倖存者，事件後罹患上創傷後壓力症候群，經歷兩度離婚並疏遠女兒等家人，一直在為麥克“脫逃”做準備。 |
| 安蒂·馬提恰克      | 艾莉森·尼爾森             | 凱倫的女兒，洛莉的孫女，是鎮上高中的高材生，瞞著母親和祖母洛莉有著密切來往。                                       |
| 凱爾·理查茲        | 琳賽·華勒斯             | 湯米從小一起長大的摯友，與他共同在1978年屠殺時倖存。                                                               |
| 詹姆斯·朱德·寇特尼 | 麥克·邁爾斯／面具殺人魔 | 1978年萬聖夜大屠殺的主兇。                                                                                         |
| 尼克·坎斯羅        | 麥克·邁爾斯／面具殺人魔 | 1978年萬聖夜大屠殺的主兇。                                                                                         |

## 製作
2019年7月，宣布《月光光新慌慌》兩部續集的片名定名為《Halloween Kills》和《Halloween Ends》，並將於2020年10月16日和2021年10月15日上映。格林將執導兩片，並與丹尼·麥布萊共同撰寫劇本，而寇蒂斯將在兩片中回歸飾演自己的角色，並宣佈保羅·布拉德·羅根（Paul Brad Logan）和克里斯·伯尼爾（Chris Bernier）共同為《Halloween Ends》撰寫劇本。2019年7月26日，確認尼克·坎斯羅將回歸出演兩部續集，並在一些場景中飾演麥克·邁爾斯，而主要場面將由詹姆斯·朱德·寇特尼繼續飾演。2022年1月，確認凱爾·理查茲和安蒂·馬提恰克回歸出演。

### 拍攝
該片原計劃與《月光光新慌慌：萬聖殺》採取背靠背形式進行拍攝，但由於「緊張的日程」而取消了該計劃。主體拍攝於2022年1月26日開始進行。

## 發行
《月光光新慌慌：萬聖結》由環球影業原定於2021年10月15日在美國上映。2020年7月，受2019冠狀病毒病疫情影響，該片延期至2022年10月14日在美國上映。
| 上一届： 《微笑》 | 2022年美國週末票房冠軍 第41週 | 下一届： 《黑亞當》 |

## 外部連結
- 互联网电影数据库（IMDb）上《月光光新慌慌：萬聖結》的资料（英文）